# Riskó Tibor
Riskó Tibor (Debrecen, 1923. július 4. – Budapest, 2017. február 5.) orvos, tüdőgyógyász, ortopéd sebész, rehabilitációs szakorvos, az orvostudományok doktora, egyetemi tanár.

## Élete és munkássága
Tanulmányait 1941 és 1948 között a Debreceni Tudományegyetemen, a Pázmány Péter Tudományegyetemen, Németországban, majd újra Debrecenben végezte. Közben 1943-tól már dolgozott a debreceni Anatómiai-Biológiai Intézet, a Szülészeti-Nőgyógyászati Klinika, majd az Állami Tüdőgyógyintézet tüdősebészeti osztályának munkatársaként.
1949 és 1952 között a kakasszéki csontízületi tbc és mellkassebészeti osztály vezető főorvosa volt. 1952-től 1965-ig a budapesti Fodor József Tbc Gyógyintézet igazgató főorvosa, valamint a rokkantakat átképző Műszerészképző Tanműhely vezetője. Ő szervezte meg az extrapulmonális gümőkóros betegek országos ellátását. 1965-től 1976-ig az Országos Korányi Tbc és Pulmonológiai Intézet ortopéd-sebészeti osztály vezetője volt. 1982 és 1988 között ortopédiai tanszékvezető egyetemi tanár volt. (OTE-HIETE) 1988-ban vonult nyugdíjba tiszteletbeli professzorként. Számos hazai tudományos orvosi társaság tagja volt. 205 tudományos közleményt és több könyvfejezetet írt.

## Kutatási területei
- ortopédia
- az orvosi tevékenység elvi és szociológiai kérdései, a hazai orvostudomány története

## Elismerései
- Kiváló Orvos (1961)
- Korányi Emlékérem (1962)
- Markusovszky-díj (1965)
- Nimród Emlékérem (1980, 1996)
- Dollinger Gyula Emlékérem, MOTESZ-díj (1988)
- Magyar Gerinc Társaság életműdíja (1993)
- Belák Sándor Emlékérem (1995).
- A csehszlovák Purkyné Társaság és az Unitas Spondylochirurgorum et spondylarthrorum tiszteletbeli tagja.